# NGC 4731
NGC 4731 est une galaxie spirale barrée située dans la constellation de la Vierge. Sa vitesse par rapport au fond diffus cosmologique est de 1 828 ± 24 km/s, ce qui correspond à une distance de Hubble de 26,97 ± 1,92 Mpc (∼88 millions d'al). NGC 4731 a été découverte par l'astronome germano-britannique William Herschel en 1784.
La classe de luminosité de NGC 4731 est III-IV et elle présente une large raie HI.
En raison d'une brillance de surface égale à 15,11 mag/am2, on peut qualifier NGC 4731 de galaxie à faible brillance de surface (LSB en anglais pour low surface brightness). Les galaxies LSB sont des galaxies diffuses (D) avec une brillance de surface inférieure de moins d'une magnitude à celle du ciel nocturne ambiant.
On pense que la distorsion des bras spiraux de NGC 4731 provient de son interaction gravitationnelle avec la galaxie elliptique NGC 4697.

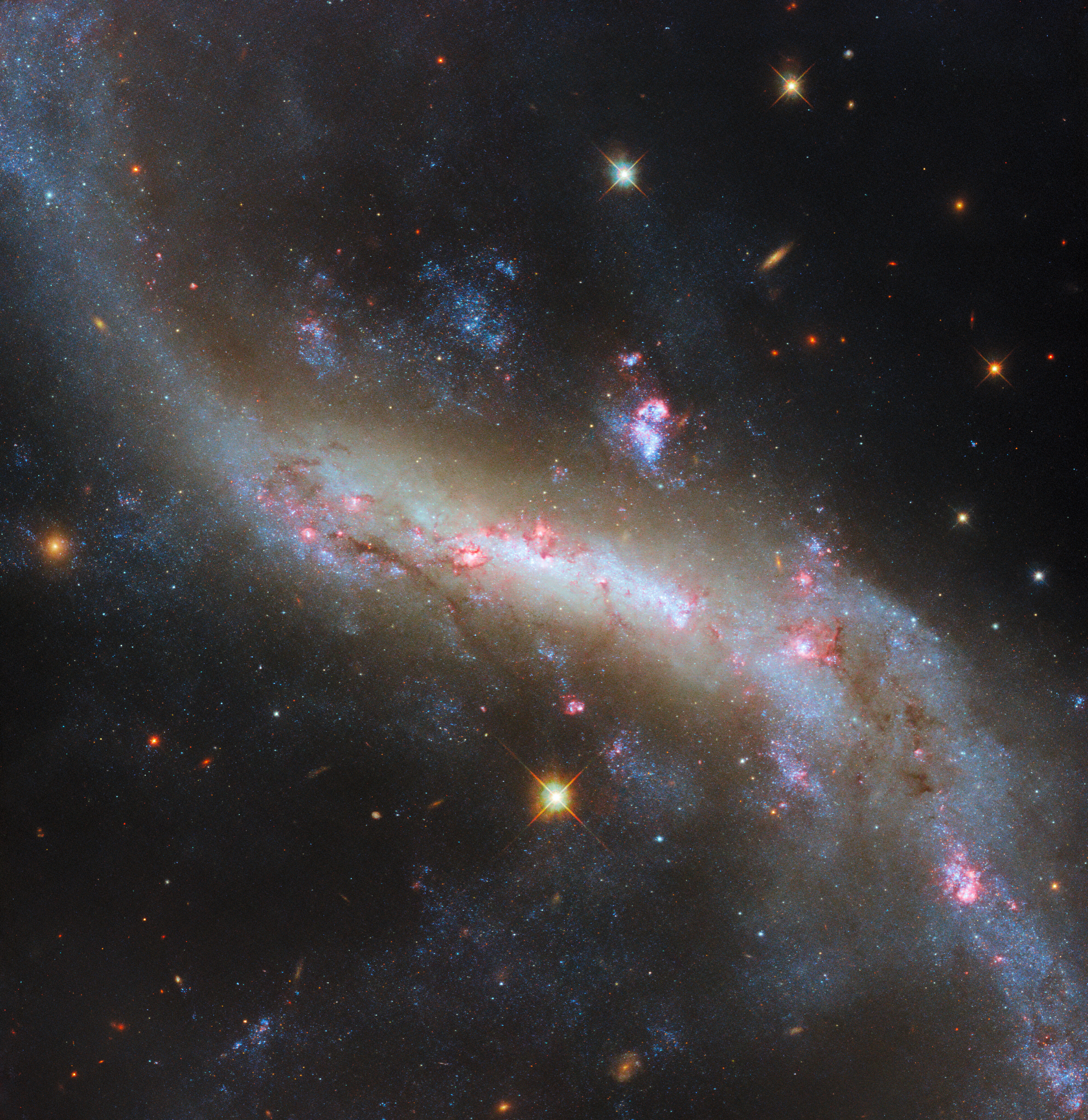
NGC 4731 imagée par le télescope spatial Hubble.

## Distance de NGC 4731
À ce jour, une quinzaine de mesures non basées sur le décalage vers le rouge (redshift) donnent une distance de 12,583 ± 5,433 Mpc (∼41 millions d'al), ce qui est nettement à l'extérieur des valeurs de la distance de Hubble. Notons que c'est avec la valeur moyenne des mesures indépendantes, lorsqu'elles existent, que la base de données NASA/IPAC calcule le diamètre d'une galaxie.
Toutes les galaxies du groupe de NGC 4697, à l'exception de deux (UGCA 310 et MCG -1-33-82) présentent des distances de Hubble qui sont supérieures aux distances obtenues par des méthodes indépendantes du décalage vers le rouge. La distance de Hubble moyenne des galaxies est égale à 25,3 ± 2,5 Mpc (∼82,5 millions d'al) et celle des 15 galaxies qui ont trois mesures indépendantes et plus est de 17,4 ± 4,1 Mpc (∼56,8 millions d'al). Selon ces deux valeurs, ce groupe se dirige vers le centre de l'amas de la Vierge en direction opposée de la Voie lactée.

## Groupe de NGC 4697
Selon A.M. Garcia, NGC 4731 fait partie du groupe de NGC 4697. Ce groupe de galaxies compte au moins 19 galaxies dont NGC 4697, NGC 4775, NGC 4941, NGC 4948, NGC 4951, NGC 4958 et IC 3908.
Le groupe de NGC 4697 fait partie de l'amas de la Vierge.